# 道後さや温泉
道後さや温泉（どうごさやおんせん）は愛媛県松山市（旧国伊予国）に湧出する温泉。

## 泉質
- ナトリウム - 塩化物泉
- 28度→43℃まで加温及び循環使用。
- 効能：神経痛、筋肉痛、五十肩、打ち身

## 温泉街
入浴施設が一軒、「ゆらら」が存在する。

### 設備
露天風呂、寝湯、檜樽風呂、泡風呂、ジェットバス、水風呂（冷泉）、サウナ、足湯、家族風呂（宿泊可）、ゆららわんわん温泉(ペット風呂）
スパ、レストラン、休憩所、食事のみの利用OK

### ショッピング
- 付近にスーパー、飲食店、パチンコ屋、多数有り

## 歴史
1998年に松山市のパチンコ産業「ヒルトングループ」が同社の高岡町に有する「セゾン」（現BBⅡ甘デジ館）店内の駐車場をボーリングして源泉を開発、事業化してを開業する。

## アクセス
- バス：伊予鉄バス高岡天神前バス停下車徒歩約1分
- 車：松山自動車道松山ICより西方約5km